# Halichoeres scapularis
Halichoeres scapularis är en fiskart som först beskrevs av Bennett 1832.  Halichoeres scapularis ingår i släktet Halichoeres och familjen läppfiskar. IUCN kategoriserar arten globalt som livskraftig. Inga underarter finns listade i Catalogue of Life.